# 미셸 덩컨

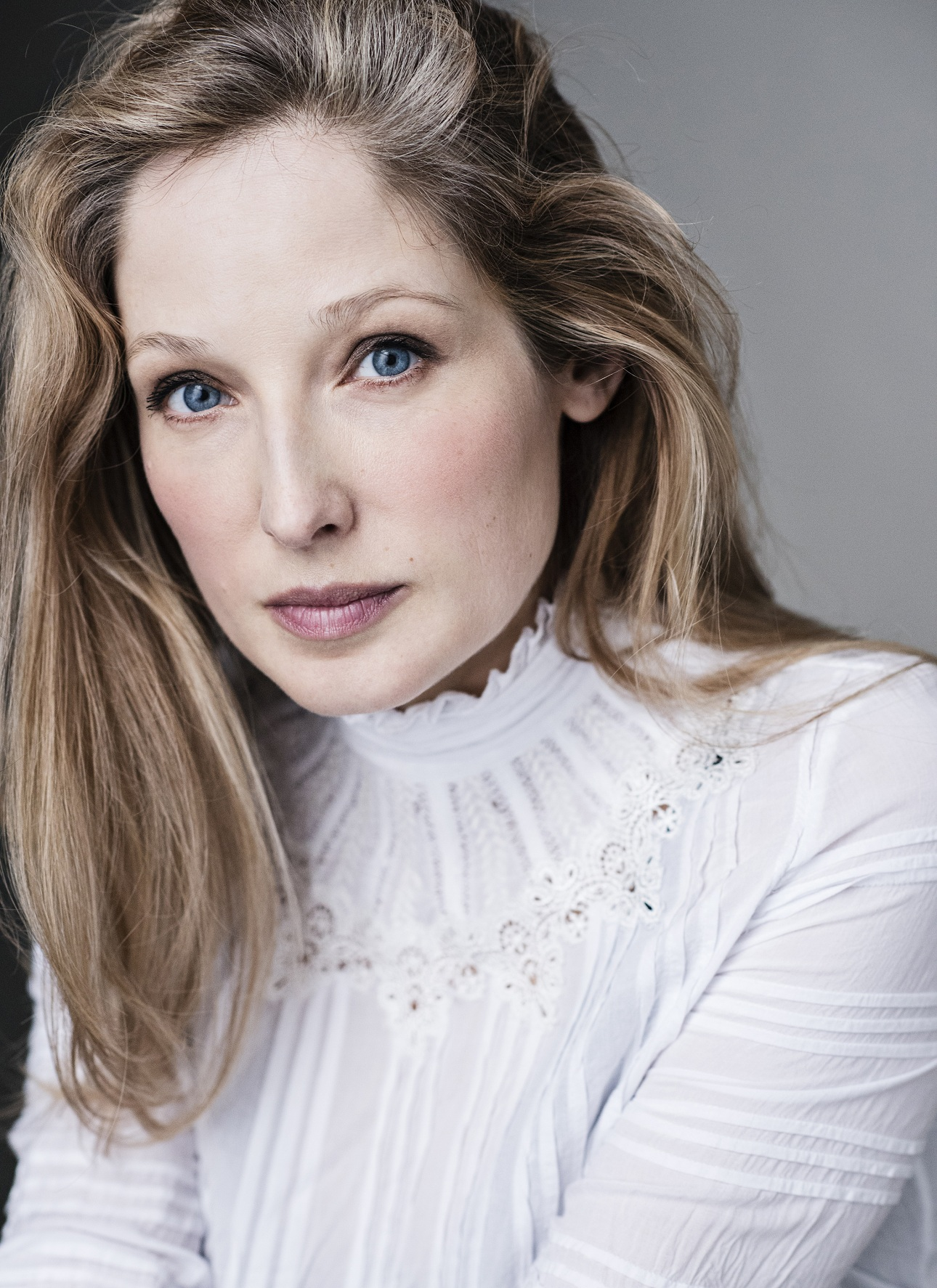

미셸 덩컨(영어: Michelle Duncan, 1978년 4월 14일 ~ )은 영국의 배우이다. 영화 《보헤미안 랩소디》에서 셸리 스턴 역을 연기했다.
퍼스에서 태어났다.

## 방송
- 로스트 인 오스틴

## 영화
- 보헤미안 랩소디 (2018년) - 셸리 스턴 역
- 아이오나 (2015년)
- 스크러버 (2012년)
- 오만과 편견 다시쓰기 (2008년)
- 브로큰 (2008년)
- 어톤먼트 (2007년)
- 로우 윈터 선 (2006년)
- 조슈 파이브 (2006년)
- 드라이빙 레슨 (2006년) - 브라이오니 역